# مسجد حاج کلبعلی
مسجد حاج کلبعلی مربوط به دوره قاجار است و در همدان، بلوار فلسطین، پشت مدرسه دامغانی واقع شده و این اثر در تاریخ ۲ اسفند ۱۳۷۶ با شمارهٔ ثبت ۱۹۶۲ به‌عنوان یکی از آثار ملی ایران به ثبت رسیده است.
این مسجد توسط حاج مصطفی پسر حاج کربعلی برای یاد بود پدرش ساخته شده. نام کوچه ای که مسجد در آن قرار دارد به نام حاج مصطفی است و وی یکی از تجار بزرگ همدان بود مقبره وی در شهر نجف اشرف قرار دارد